# Doris Grau
Doris Grau (ur. 12 października 1924 w Nowym Jorku, zm. 30 grudnia 1995 w Los Angeles) – amerykańska aktorka filmowa, telewizyjna i głosowa oraz scenarzystka.

## Przebieg życia
Doris Grau urodziła się w Brooklynie (Nowy Jork). Jeszcze jako nastolatka (16 lat) wyprowadziła się do Los Angeles. Grau najbardziej jest znana dzięki pracy jako scenarzystka i podkładaniu głosu Bufetowej Doris z serialu Simpsonowie.
Oprócz tego grała jako aktorka w filmie Fałszywy senator jak i w filmie Zimnokrwisty.
Grau zachorowała 1995 na niewydolność oddechowej w wyniku czego zmarła w wieku 71 lat.

## Filmografia

### Synchronizacje
- 1986: All Is Forgiven jako Mrs. Fontaine
- 1991–1995 (1997): Simpsonowie jako Bufetowa Doris
- 1994–1995: The Critic jako Doris Grossman
- 1995: Babe – świnka z klasą

### Serie
- 1986–1987: Zdrówko jako Corinne.
- 1988–1989: The Tracey Ullman Show w trzech odcinkach.
- 1992: Sibs, w odcinku 1.10 i 1.18
- 1994: Monty jako Elsa w 1.9
- 1994: The George Carlin Show jako Matka w 1.9

### Filmy
- 1992: Fałszywy senator jako Hattie Rifkin
- 1995: Zimnokrwisty jako Rose